# Indocnemis ambigua
Indocnemis ambigua är en trollsländeart som först beskrevs av Syoziro Asahina 1997.  Indocnemis ambigua ingår i släktet Indocnemis och familjen flodflicksländor. IUCN kategoriserar arten globalt som otillräckligt studerad. Inga underarter finns listade i Catalogue of Life.